# أليكسييفكا (مقاطعة سمارا)
أليكسييفكا (بالروسية: Алексеевка) هي مدينة في مقاطعة سمارا أوبلاست في روسيا.